# Diphascon mariae
Diphascon mariae är en djurart som tillhör fylumet trögkrypare, och som först beskrevs av Mihelcic 1951.  Diphascon mariae ingår i släktet Diphascon och familjen Hypsibiidae. Inga underarter finns listade i Catalogue of Life.